# Vézelay
Vézelay é uma comuna francesa na região administrativa de Borgonha-Franco-Condado, no departamento de Yonne. Estende-se por uma área de 21,83 km². Em 2010 a comuna tinha 427 habitantes (densidade: 19,6 hab./km²).
Vezelay está distante a 15 km de Avallon e a 45 km de Auxerre.
Pertence à rede das As mais belas aldeias de França.

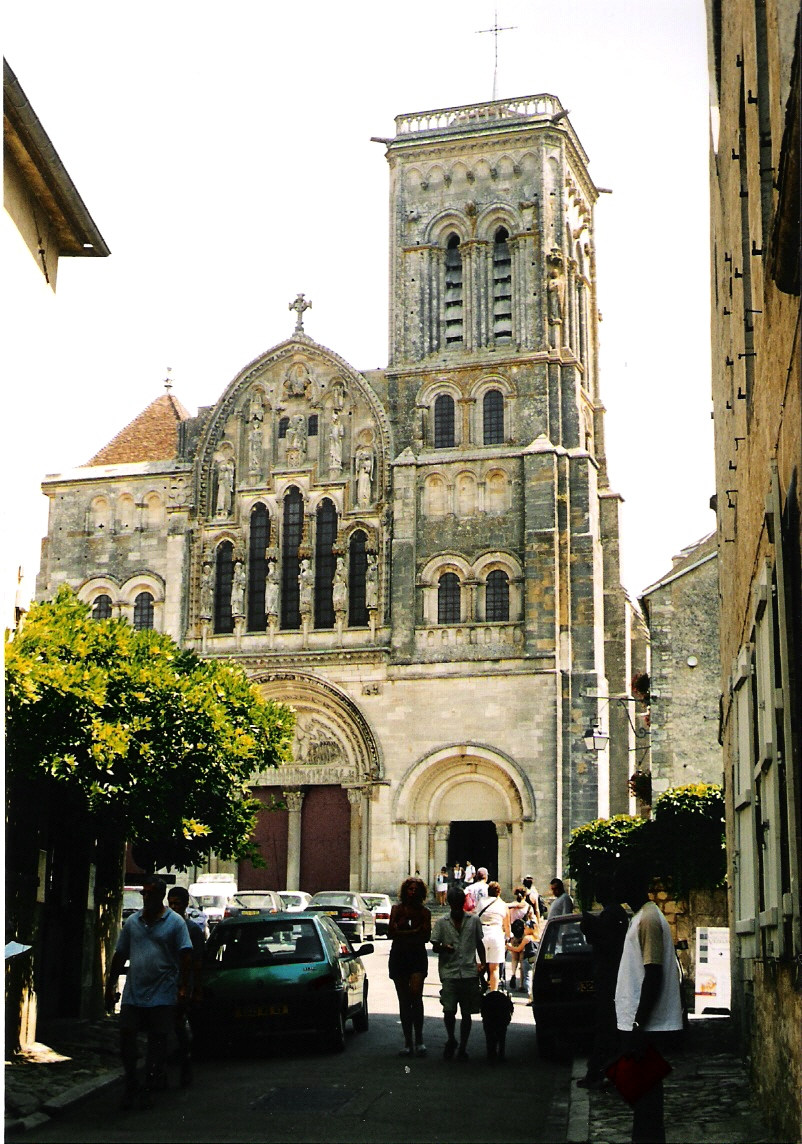
Igreja de Sta Madalena